# Friedrich Ostermann (Literaturwissenschaftler)
Friedrich Ostermann (* 4. Juli 1918 in Werl; † 12. März 2006 in Saarbrücken) war ein deutscher Literaturwissenschaftler, Deutschdidaktiker und Reformer der Lehrerbildung.
Ostermann war seit 1963 Dozent und seit 1968 Professor an der Saarbrücker Pädagogischen Hochschule. Ab 1978 lehrte er an der Universität des Saarlandes als Professor für Neuere Deutsche Philologie und Literaturwissenschaft sowie Didaktik des Fachs Deutsch. Er widmete sich in seinen Arbeiten und Studien besonders der Reform des Deutschunterrichts in der Schule sowie der Lehrerbildung.

## Werke
- Über das Schöpferische in Herders „Kalligone“, (1968), Dissertation Bonn
- Kreative Prozesse im Aufsatzunterricht, (1973)